# Richeval
Richeval (deutsch Reichental) ist eine französische Gemeinde mit 115 Einwohnern (Stand 1. Januar 2022) im Département Moselle in der Region Grand Est (bis 2015 Lothringen). Sie gehört zum Arrondissement Sarrebourg-Château-Salins.

## Geografie
Richeval liegt 15 Kilometer westlich von Sarrebourg an der Grenze zum Département Meurthe-et-Moselle auf einer Höhe zwischen 286 und 353 m über dem Meeresspiegel. Das Gemeindegebiet umfasst 4,92 km² und wird von Flüsschen Voise durchquert, das hier auch noch Ruisseau de l’Étang de Hattigny genannt wird.
Zur Gemeinde Richeval gehören die beiden Weiler Risholtz (Risholz) samt Schloss, östlich gelegen, und Grand Treuch, früher Haie-des-Allemands (Deutschenhag), südlich gelegen. Die Route nationale 4 bildet die westliche und nordwestliche Gemeindegrenze.

## Geschichte
Das Gemeindewappen zeigt mit dem Kreuz und dem Halbmond die Symbole der langjährigen Besitzer von Richeval: die Abtei Hauteseille; die V-Form bildet das Tal (französisch: val) ab.

### Bevölkerungsentwicklung
| Jahr      | 1962 | 1968 | 1975 | 1982 | 1990 | 1999 | 2007 | 2019 |
| Einwohner | 139  | 133  | 134  | 105  | 96   | 114  | 138  | 136  |

## Belege
1. ↑  Wappenbeschreibung auf genealogie-lorraine.fr (französisch)